# Angraecum sesquipedale
Espèce
Statut CITES
L'étoile de Madagascar (Angraecum sesquipedale) est une espèce de plantes de la famille des Orchidaceae endémique de Madagascar.

## Description
C'est une plante vivace à croissance monopodiale, épiphyte ou plus rarement lithophyte originaire des forêts côtières de la côte Est (canal des Pangalanes).
C'est une plante à croissance lente d'assez grande taille aux feuilles allongées, pliées à la base, aux extrémités arrondies. Les hampes florales portent de une à trois fleurs et se forment chaque année à l'aisselle des feuilles principales. Au fur et à mesure de la croissance, le niveau d'apparition des nouvelles hampes comme celui de formation des racines aériennes remonte d'un nœud.
Les fleurs sont blanches, légèrement verdâtres, les trois sépales et les pétales forment une grande étoile à six branches. La branche inférieure élargie est produite par le labelle. De la base du labelle part un grand éperon de 25 à 30 cm de long dont la base est remplie de nectar.

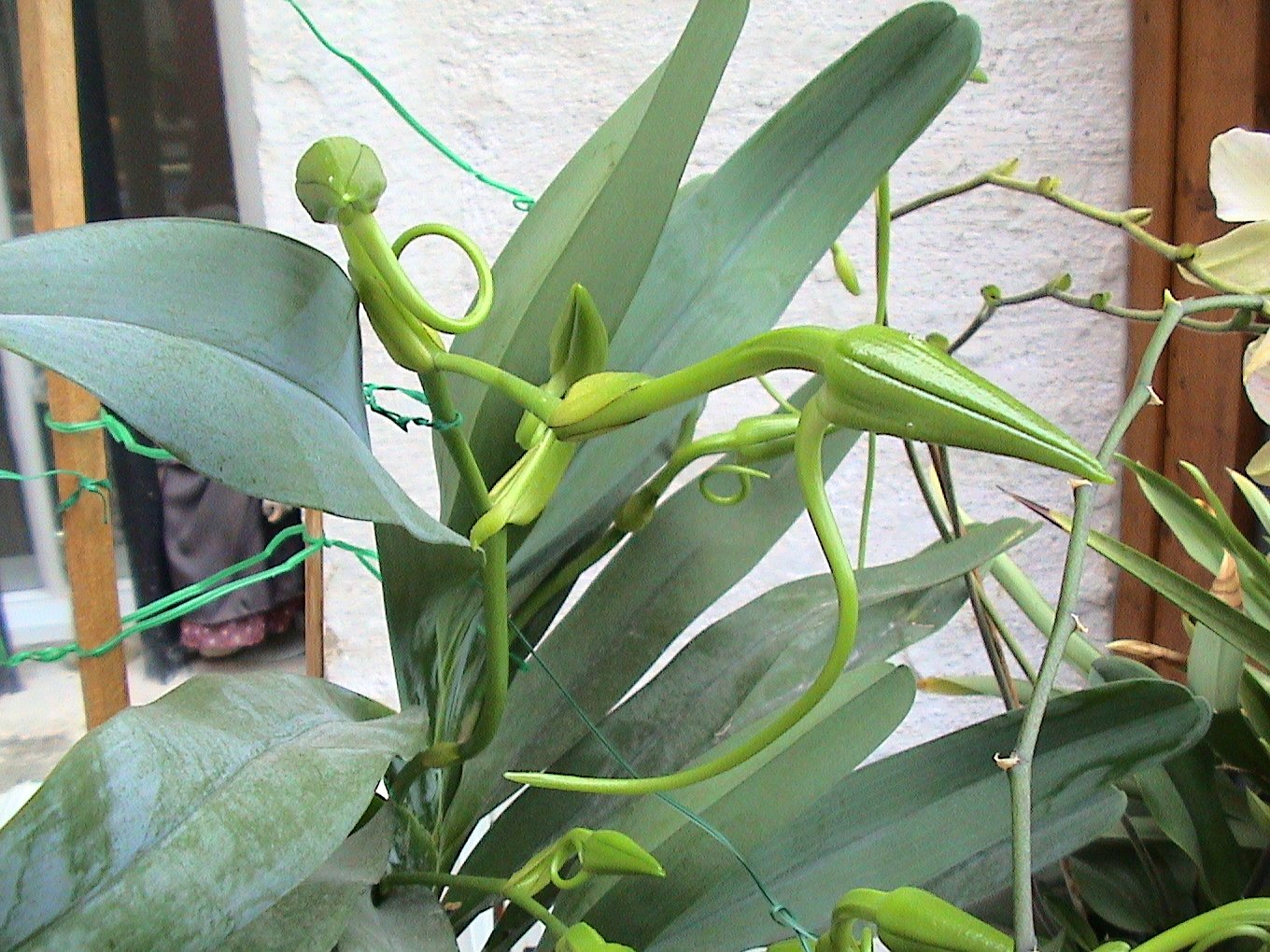
Boutons floraux.
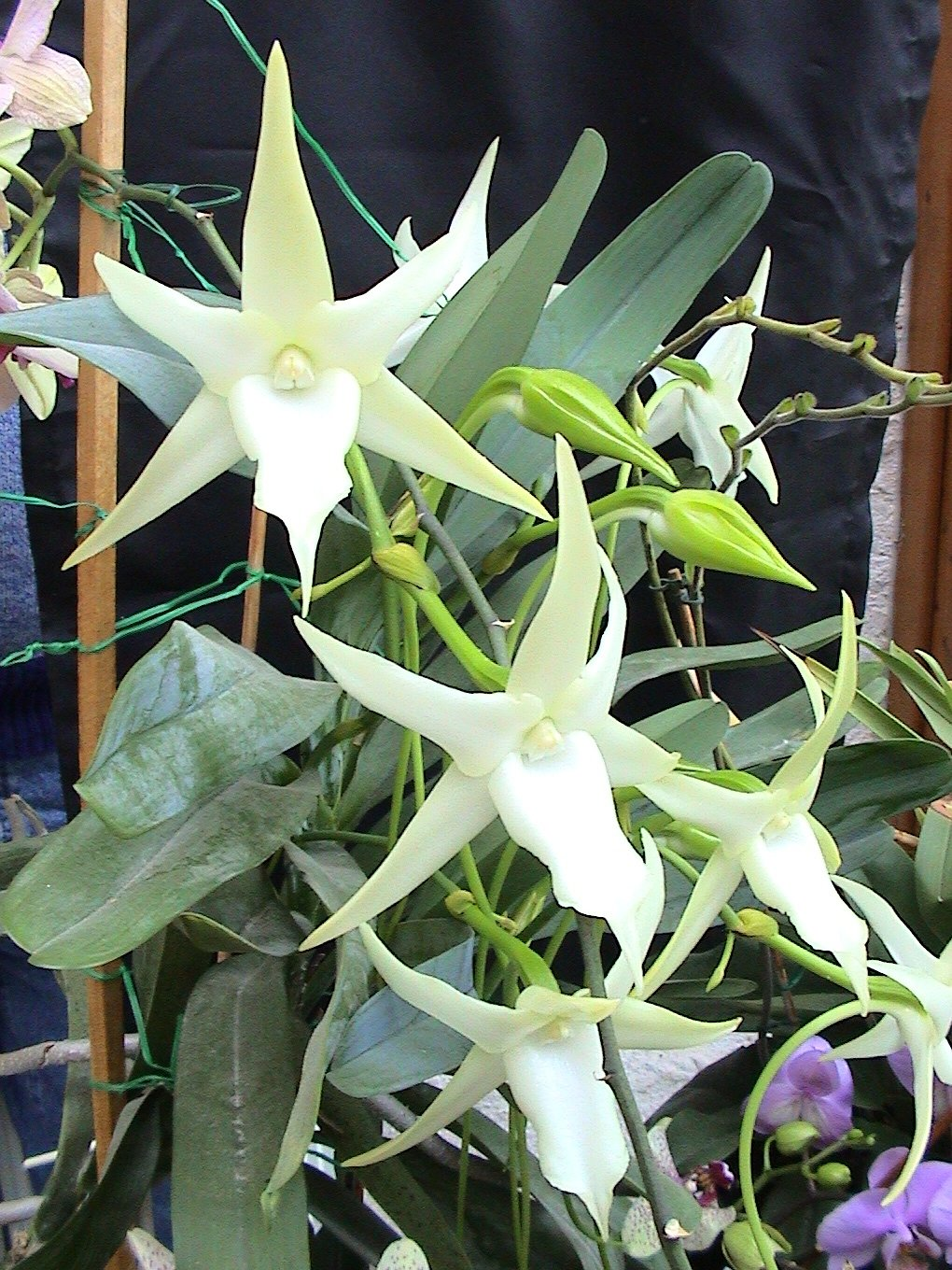
Pleine floraison.
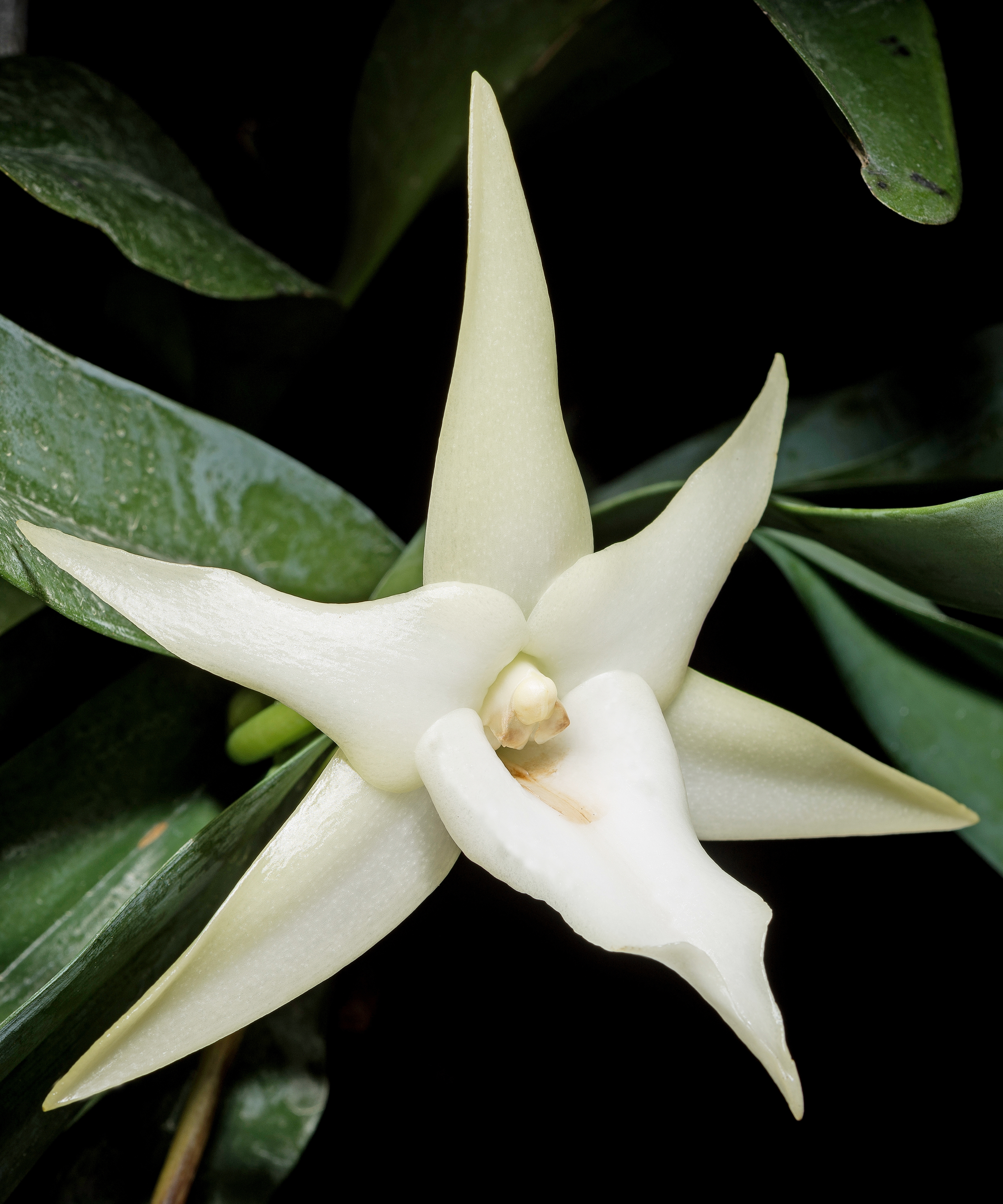
Détail de la fleur.

## Floraison
L'étoile de Madagascar fleurit en hiver, c'est-à-dire de juin à novembre à Madagascar et de fin décembre à janvier en Europe. Les fleurs émettent leur parfum la nuit, caractéristique qui a fait rechercher un pollinisateur parmi les papillons nocturnes.

## Pollinisation
On pensait que la pollinisation était assurée par un papillon nocturne de la famille des Sphingidae, Xanthopan morganii praedicta (sous-espèce à la trompe particulièrement longue du sphinx africain Xanthopan morganii).
La morphologie de la fleur d'Angraecum sesquipedale n'avait pas manqué d'attirer l'attention de Charles Darwin qui écrivait en 1862 :
« I must say a few words on the Angræcum sesquipedale, of which the large six-rayed flowers, like stars formed of snow-white wax, have excited the admiration of travellers in Madagascar. A whip-like green nectary of astonishing length hangs down beneath the labellum. In several flowers sent me by Mr. Bateman I found the nectaries eleven and a half inches long, with only the lower inch and a half filled with very sweet nectar. What can be the use, it may be asked, of a nectary of such disproportional length? We shall, I think, see that the fertilisation of the plant depends on this length and on nectar being contained only within the lower and attenuated extremity. It is, however, surprising that any insect should be able to reach the nectar: our English sphinxes have probosces as long as their bodies: but in Madagascar there must be moths with probosces capable of extension to a length of between ten and eleven inches! »
« Dans plusieurs fleurs que m'a envoyées M. Bateman, j'ai trouvé des nectaries de onze pouces et demi de long, avec seulement le pouce et demi inférieur rempli d'un nectar très doux. [...] Il est cependant surprenant qu'un insecte soit capable d'atteindre le nectar : nos sphinx anglais ont des trompes aussi longues que leur corps ; mais à Madagascar il doit y avoir des papillons avec des trompes capables d'une extension d'une longueur comprise entre dix et onze pouces ! »
Tournée en dérision au début, cette prédiction se trouva renforcée par la découverte de papillons présentant ces caractéristiques au Brésil (Hermann Müller, 1873) puis par les recherches d'Alfred Russel Wallace qui proposa Xanthopan morgani comme pollinisateur potentiel en 1871. Ce n'est finalement qu'en 1903 que la sous-espèce Xanthopan morgani praedicta fut décrite par Lionel Walter Rothschild (1868-1937) et Karl Jordan (1861-1959). Au repos, la trompe de ce papillon est enroulée 20 fois sur elle-même. La variété longicalcar d'une autre espèce Angraecum eburneum possède un éperon encore plus long d'environ 40 cm et on ignore s'il existe un pollinisateur particulier avec une morphologie adaptée à la longueur de cet éperon.